# Disturbios de Bosnia y Herzegovina de 2014
Los disturbios en Bosnia y Herzegovina del 2014 son una serie de levantamientos y protestas que comenzaron en el pueblo de Tuzla el 4 de febrero de 2014, pero que se propagaron rápidamente en múltiples ciudades de Bosnia y Herzegovina, incluyendo a Sarajevo, Zenica, Mostar, Jajce, Brčko, Bihać, Doboj, Prijedor, Travnik, Bugojno, Donji Vakuf, Kakanj, Visoko, Breza, Gračanica, Sanski Most, Cazin, Živinice, Goražde, Orašje, Srebrenik, Bijeljina, Prozor and Tešanj, entre otros, por razones sociales y con el objetivo de derrocar al gobierno. Las protestas han sido las situaciones más violentas que el país ha vivido desde el fin de la guerra de Bosnia. Éstas protestas han ocurrido, en gran parte, en la entidad de la Federación de Bosnia y Herzegovina, aunque el mismo nivel de malestar o activismo no se ha visto en la República Srpska.
Algunas fuentes periodísticas, como la BBC y el New York Times, han utilizado el nombre de  "la primavera bosnia" para describir las protestas, una terminología haciendo referencia a otros eventos, como la Primavera Árabe y la Primavera de Praga. Además, el político sueco Carl Bildt señaló que "en algunas partes del mundo se ha estado hablando de la primavera bosnia".
Para el 8 de febrero de 2014, la mayoría de los disturbios habían cesado, aunque las protestas continuaron en los siguientes días.

## Antecedentes
Después de la Segunda Guerra Mundial, Tuzla se había convertido en un centro cultural e industrial, durante el periodo comunista de la antigua Yugoslavia. Durante la primera década del siglo XXI, cuatro exempresas estatales, incluyendo fábricas de muebles y jabón en polvo, fueron vendidas a dueños privados, quienes fueron contratados para invertir en éstas empresas y hacerlas rentables. En cambio, los nuevos propietarios vendieron los activos de las empresas, dejaron de pagar los salarios a los trabajadores y se declararon en quiebra. Los cierres dejaron a cientos de trabajadores sin empleo en un país que ya tenía una alta tasa de desempleo (entre el 27 % y el 47 %). Aunque la información oficial muestra que el 27.5 % de la población activa estaba desempleada, por lo menos otro 20 % de la población, se estimaba, se dedicaba a la llamada economía gris. Un salario mensual promedio en Bosnia y Herzegovina es de 420 euros (por lo menos 570 dólares), con uno de cada cinco ciudadanos viviendo debajo de Línea de pobreza.

## Protestas
Las protestas marcan el mayor despliegue de ira pública sobre el desempleo y las dos décadas de inercia política en el país balcánico de 3,8 millones de personas desde el final de la guerra de Bosnia.

### Tuzla

#### 4-5 de febrero
Las protestas comenzaron pacíficamente el 4 de febrero de 2014 en la ciudad de Tuzla, pero se tornaron violentas el día siguiente cuando cientos de protestantes, en su mayoría exempleados de diferentes empresas (como Dita, Polihem, Guming y Konjuh), se enfrentaron con la policía local cerca del edificio del gobierno local, exigiendo una indemnización; además, hicieron un llamado a los oficiales de Tuzla para intervenir al instante. Los protestantes culparon al gobierno local de dejar que varias firmas estatales quebraran entre el 200 y el 2008 después de ser privatizadas, dejando a miles sin empleo.
Las protestas después se extendieron a varias ciudades a lo largo de Bosnia y Herzegovina, incluyendo a  Bihać, Mostar, Zenica, Kakanj, y la capital, Sarajevo.
Debido a los recientes cierres de fábricas y empresas en Tuzla, por lo menos 600 manifestantes intentaron tomar por la fuerza el edificio del gobierno de Tuzla, acusando a las autoridades de ignorar deliberadamente el colapso de una serie de empresas estatales después de su privatización. Algunos de los manifestantes arrojaron huevos, bengalas y piedras a las ventanas del edificio; incendiaron neumáticos, bloqueando el tráfico del centro de la ciudad.
La policía finalmente obligó calmaron a los manifestantes y acordonó el edificio. Uno de los cientos de protestantes en la ciudad dijo: "Éste es el comienzo de la primavera bosnia", haciendo alusión a la Primavera Árabe, en curso desde 2010.[cita requerida]
Los manifestantes se reunieron en frente del cantón de Tuzla, solicitando una indemnización y un rembolso de los pagos de las pensiones después de que las empresas privatizadas en las que trabajaban fracasaron. Los medios locales dijeron que algunos de los manifestantes se enfrentaron con la policía después de irrumpir en el edificio del gobierno cantonal, mientras otros incendiaron contenedores de basura y neumáticos. Se ha informado de que para el final del día, un total de veintidós personas, incluyendo a 17 policías, resultaron heridas, mientras otras 24 fueron arrestadas por su participación en las protestas.
Como resultado de la brutalidad policial del día anterior, los manifestantes se mostraron indignados. Al día siguiente, el número de manifestantes creció enormemente; alrededor de 6000 personas se reunieron frente al edificio del gobierno cantonal. El número de personas heridas también aumentó de manera considerable; de acuerdo a la prensa local, alrededor de 100 policías resultaron heridos, siendo la mayoría de éstas heridas causadas por golpes con piedras. 11 coches fueron destruidos y 27 manifestantes fueron arrestados. Además, unos 20 civiles sufrieron heridas leves.

#### 6 de febrero
El jueves 6 de febrero las protestas se extendieron a múltiples ciudades en el país, primero por las persoans que querían mostrar su solidaridad hacia los ciudadanos de Tuzla; en la capital, Sarajevo, los manifestantes se enfrentaron con policías que habían bloqueado el tráfico en el centro de la ciudad. Como resultado del enfrentamiento, cuatro oficiales fueron hospitalizados. Más de 200 personas bloquearon el tráfico en Mostar y cerca de 150 ciudadanos de Zenica se manifestaron frente a su respectivo edificio de gobierno. Uno de los manifestantes en Zenica fue citado en las protestas: "Hoy luchamos por Tuzla, mañana luchamos por todos nosotros". Las protestas también estallaron en Bihać y Tešanj, entre otros.
27 personas de las que habían sido detenidas el día anterior fueron liberadas. Ese día también marcó la primera vez, desde el inicio de la insurrección, que la policía utilizó gases lacrimógenos contra la multitud; a raíz de esto, más de dos docenas de personas fueron hospitalizadas con heridas causadas por el gas lacrimógeno.
Las escuelas en todo Tuzla fueron cerradas y los residentes de varios edificios gritaron insultos y lanzaron cubos de agua hacia los oficiales antidisturbios que pasaban cerca. Además, varios ciudadanos de edad avanzada golpearon sus ventanas y balcones como señal de protesta.

#### 7 de febrero

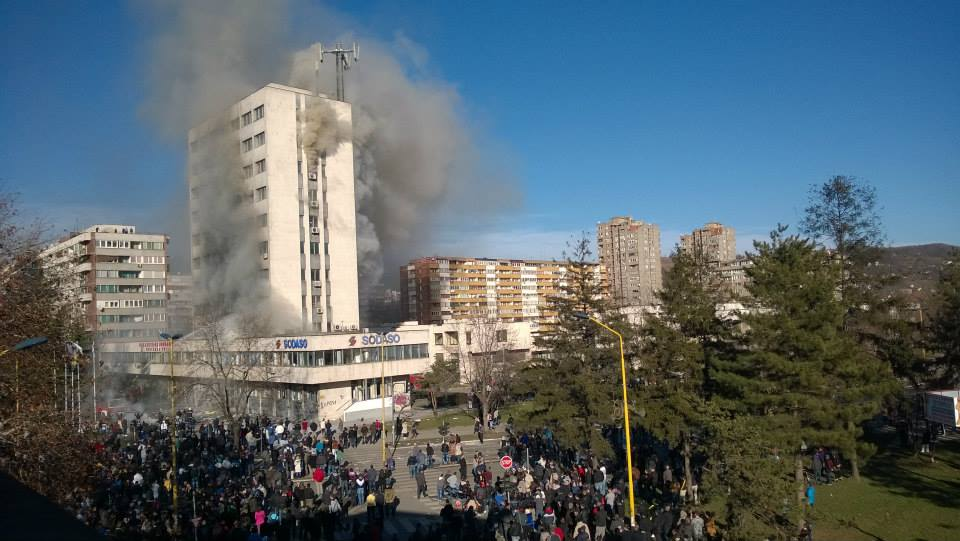
El edificio de gobierno del Cantón de Tuzla incendiándose el 7 de febrero de 2014.

El 7 de febrero, una multitud masiva comenzó a reunirse en el mismo lugar y en más de 20 ciudades importantes de todo el país. La gente se reunió en los centros de sus respectivas ciudades en apoyo a las protestas en Tuzla. De acuerdo a las declaraciones oficiales, más de 130 personas, incluyendo a 104 oficiales de policía, resultaron heridas durante el tercer día de las manifestaciones contra el gobierno solamente en Tuzla. Después de un largo día de espera, 10 000 manifestantes indignados rompieron la última línea de defensa policial en el edificio del gobierno cantonal. Alrededor de 100 manifestantes más jóvenes irrumpieron en el edificio, lanzando papeles y muebles a través de las ventanas, e incendiando más tarde el edificio entero.
Incluso una intervención rápida del equipo local de bomberos no pudo evitar que el fuego se regara en todos los pisos del edificio. Los protestantes les dieron a las autoridades una "hora tranquila", y al finalizar ésta, las protestas se realizaron frente al edificio de la corte cantonal. Los protestantes le pidieron después a los trabajadores del tribunal cantonal el tratar acerca de sus planes sobre la liberación de los manifestantes detenidos ese día y el día anterior, entre los que se encontraba el líder y organizador de las manifestaciones. Poco después una lluvia de piedras comenzó a caer sobre la corte cantonal. El grupo de 10 000 personas comenzó a moverse hacia el edificio municipal, de donde todos los trabajadores fueron evacuados momentos antes de la llegada de la multitud enfurecida. El ataque contra el edificio municipal incluyó un par de peleas cortas entre los manifestantes y las unidades especiales de la policía; en estos enfrentamientos, se incluía el uso de gases lacrimógenos, lo cual molestó aún más a los manifestantes. Después de que la policía se retiró, los manifestantes comenzaron a lanzar ladrillos y piedras contra el edificio, rompiendo así todas las ventanas para después incendiarlo. Poco después del incendio del edificio municipal se anunció que las fuerzas policiales habían cambiado de bando y se habían unido a los manifestantes.
Durante los disturbios del viernes 7 de febrero, el alcalde de Brčko fue tomado como rehén por la multitud y poco después fue liberado.
Por la tarde, una unidad de la policía especial del Cantó de Tuzla, bajo el mando del oficial Dževad Korman bajaron sus escudos y se quitaron sus cascos, señal que causó entusiasmo entre la multitud, la cual después se estaba acercando y saludando de mano a los miembros de las fuerzas especiales. Tanto la policía regular como la judicial hicieron algo similar frente al edificio de la corte y de la fiscalía.

#### 8 de febrero
Durante la mañana del sábado 8 de febrero los disturbios se habían extendido a  Brčko, Mostar, Jajce, Bihać, Doboj, Prijedor, Travnik, Bugojno, Donji Vakuf, Kakanj, Visoko, Gračanica, Sanski Most, Cazin, Živinice, Goražde, Orašje, Srebrenik, Bijeljina, Prozor and Tešanj, entre otros.
A lo largo del 8 de febrero los disturbios se habían detenido y toda la gente había reanudado las protestas pacíficas, además de que se había comenzado a retirar la basura y los escombros de las calles.

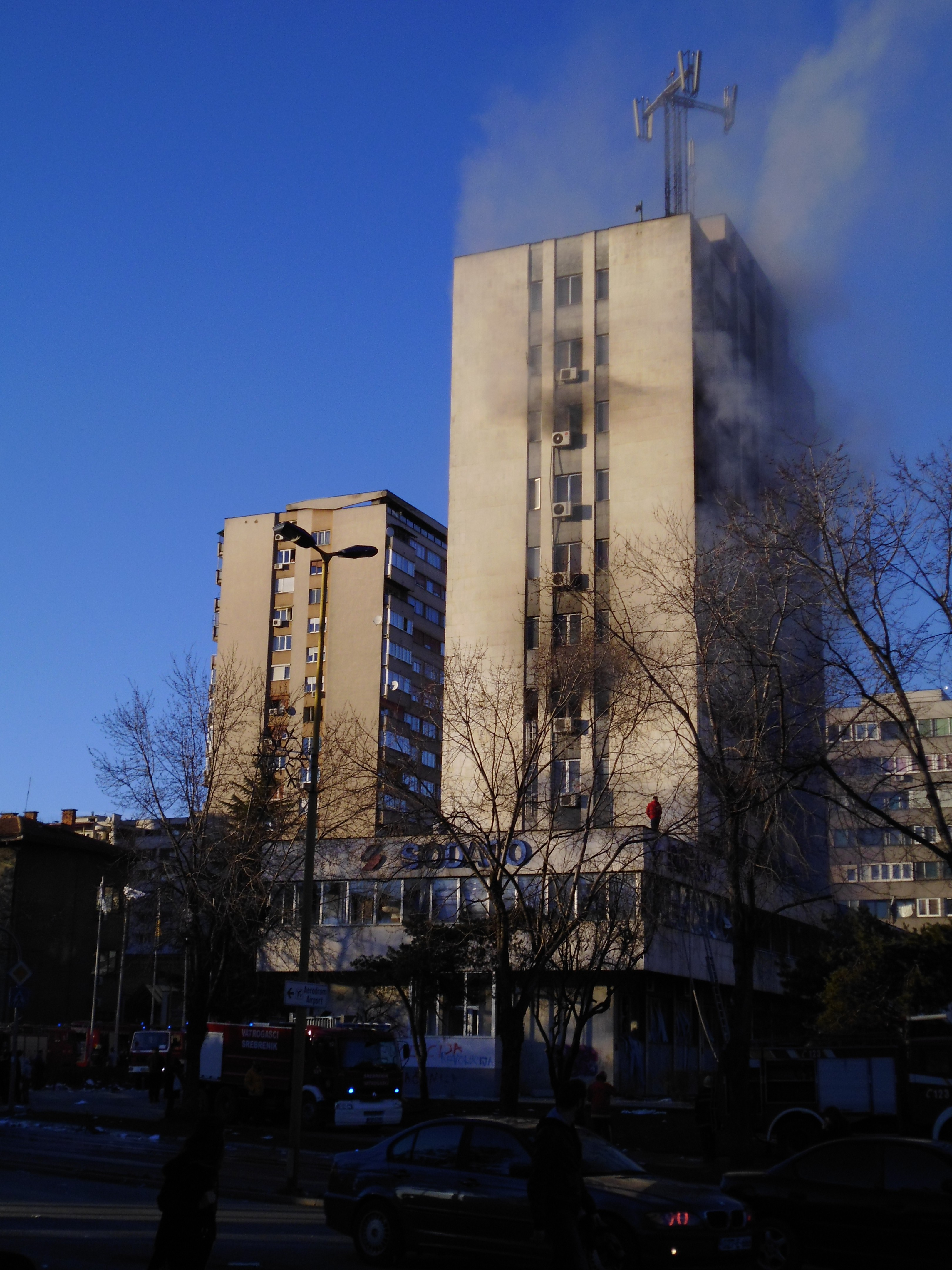
El edificio de gobierno del Cantón de Tuzla incendiándose el 7 de febrero de 2014.

### Zenica

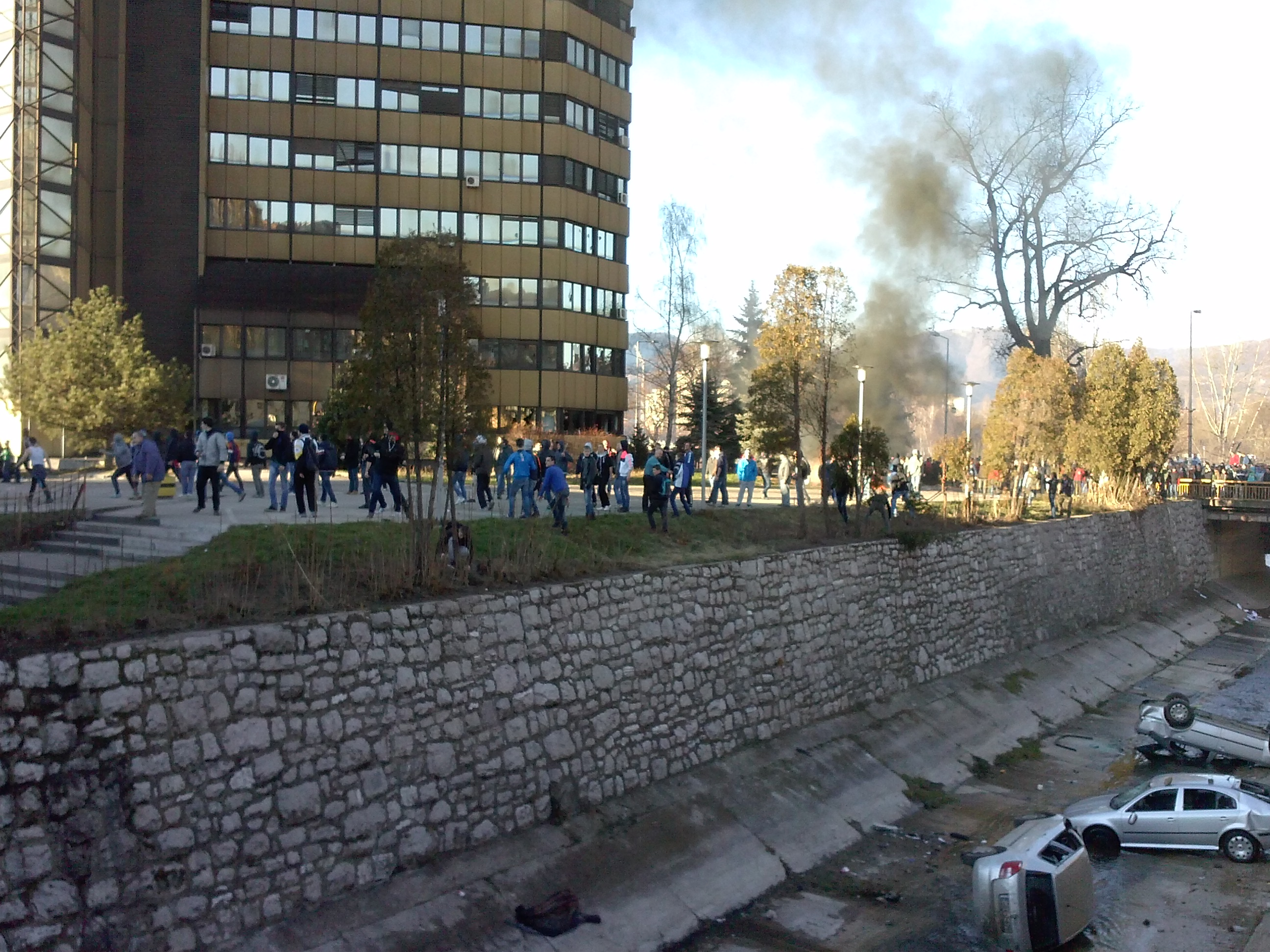
Protestas en Zenica el 7 de febrero del 2014.

El 7 de febrero, los manifestantes en Zenica se abrieron paso a través de un cordón policial y prendieron fuego al edificio del gobierno local y a los carros a los alrededores de éste. El gobierno entero del cantón de Zenica-Doboj anunció que iban a presentar su renuncia durante su próxima reunión.
Durante la noche del 9 de febrero, el gobierno del cantón de Zenica-Doboj comenzó el análisis de la decisión que anunciaron anteriormente.
El 10 de febrero, los manifestantes se reunieron de nuevo frente al edificó cantonal exigiendo cambios inmediatos en la política social. Representantes de la protesta sostuvieron una reunión con los funcionarios del gobierno para presentar sus demandas. Durante las protestas, el bulevar principal de la ciudad fue bloqueado por el tráfico.

### Sarajevo
7 de febrero

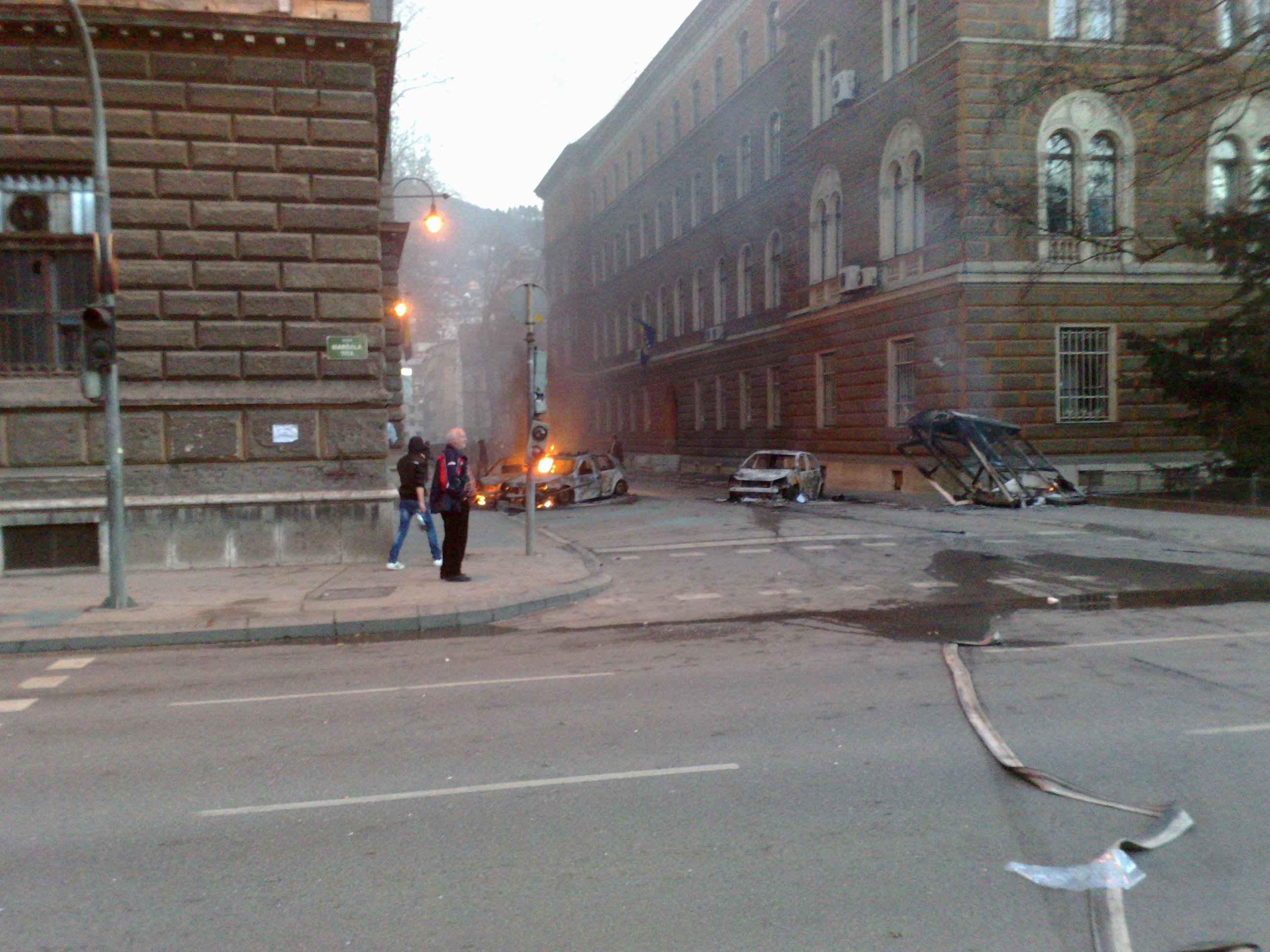
Coches incendiándose cerca del palacio presidencial el 7 de febrero de 2014.

Gas Lacrimógeno y humo cubrieron el centro de Sarajevo, donde la policía usó balas de goma contra varios miles de manifestantes quienes iniciaron varios incendios cerca de la base central del gobierno cantonal. También fueron utilizados carros lanza agua con el fin de dispersar a los manifestantes, quienes trataban de entrar al edificio presidencial.
El humo denso fue causado por la quema de varios coches de policía cerca del edificio presidencial de Bosnia y Herzegovina, el cual también sufrió severos daños cuando los manifestantes prendieron fuego a varias secciones de los archivos estatales, localizado en esa misma parte. Los manifestantes también quemaron y apedrearon el edificio de la municipalidad de Centar, así como la sede del gobierno regional del Cantón de Sarajevo.
8-9 de febrero
Las protestas pacíficas con por lo menos 200 personas seguían a las 16:00 horas del 8 de febrero, y éstos manifestantes exigían la liberación de algunos jóvenes encarcelados que estuvieron involucrados en los disturbios violentos que ocurrieron los días anteriores. Los manifestantes pidieron a las multitudes el realizar protestas pacíficas y continuar con la exigencia sobre el cambio del gobierno actual.
El portavoz de la corte municipal de Sarajevo, Alem Hamzić declaró que 33 manifestantes habían sido liberados y continuó diciendo que "los procesos penales serán puesto en marcha en contra de diez manifestantes en la corte, con la imposición de medidas prohibitivas; entre éstas se incluyen: la prohibición de reuniones y comunicaciones, la confiscación de pasaportes y documentos de identidad, y que los manifestantes tendrían que presentarse dos veces por semana en su respectivo departamento policíaco". Las manifestaciones pacíficas continuaron durante todo el 9 de febrero.
10 de febrero
Después de las 10 de la noche, una explosión en Skenderija conmocionó a la zona metropolitana de Sarajevo, aunque los informes establecen que no hubo ninguna víctima en este suceso.

### Bihać
Las protestas comenzaron en Bihać el 6 de febrero. El 8 de febrero, más de 3000 ciudadanos descontentos se reunieron en la plaza central para mostrar su descontento hacia el gobierno del cantón de Una-Sana, uno de los diez cantones de la posguerra herzegovina, exigiendo la renuncia del primer ministro Hamdija Lipovača y del ministro de la policía.
Frente al edificio del gobierno local, los manifestantes de todo el país fueron recibidos por la policía. Los manifestantes gritaban "¡Ladrones!" y "¡Queremos dimisión!", mientras pedían a la policía que se unieran a sus protestas. Los agentes de la policía confiscaron varios cócteles molotov. Tiendas en todo el centro de la ciudad cerraron como medida de precaución ante las protestas. Cientos de manifestantes se reunieron alrededor de la casa del primer ministro Lipovača exigiendo su renuncia, aunque más tarde ocurrieron enfrentamientos entre la policía y los manifestantes. El enfrentamiento con la policía dejó a varios de los manifestantes heridos y más tarde la multitud se dispersó.
El 10 de febrero de 2014, después de varios días de protestas que involucraron a por lo menos 3000 personas, el primer ministro del cantón de Una-Sana, Hamdija Lipovača, renunció oficialmente a su puesto.

### Los países vecinos
El 12 de febrero ocurrieron protestas en Belgrado, Serbia, y el 13 de febrero en Zagreb, Croacia, en apoyo a la lucha política que estaba sucediendo en Bosnia. Se reportó después que dos mujeres fueron detenidas por la policía de Zagreb. Aunque también hay reportes de protestas antigobierno provenientes de Montenegro y Kosovo.

## Renuncias
- Sead Čaušević, primer ministro del Cantón de Tuzla.[68]
- Suad Zeljković, primer ministro del Cantón de Sarajevo.[69]
- Hamdija Lipovača, primer ministro del Cantón de Una-Sana.[70]
- Todo el gobierno del Cantón de Zenica-Doboj anunció una próxima dimisión.[49]

## Daños
Monetarios
El costo estimado en todas las ciudades de todo el país ha sido estimado por el periódico Klix (8 de febrero, durante las protestas) de ser alrededor de 50 millones de MK(alrededor de 25.5 millones de euros).
Culturales
Grandes cantidades de documentos históricos fueron destruidos cuando varias secciones de los archivos de Bosnia y Herzegovina, contenidos en el edificio presidencial, fueron incendiados. Entre el material histórico perdido se encontraban varios documentos y regalos del período otomano, documentos originales del gobierno austro-húngaro en Bosnia y Herzegovina de 1878 a 1918, así también como documentos del periodo entre guerras; también se encontraban la ley de 1941 a 1945 del Estado Independiente de Croacia, documentos de los años siguientes, y alrededor de 15 000 documentos de la Cámara de derechos humanos de Bosnia y Herzegovina de 1996 al 2003.
En los repositorios que fueron quemados, cerca del 60 por ciento del material se perdió, según las estimaciones de Šaban Zahirović, el jefe de los archivos. Zahirović también mencionó problemas acerca del daño al agua causado de las actividades de los bomberos, pero dijo que también podrían lidiar de manera eficaz con esta situación.
Además, quiso dejar claro que hay cuatro edificios diferentes que almacenan material de los archivos, pero que "aquellos que decían que el 99.9 % del material se salvó estaban mal informados y equivocados". Varias organizaciones externas se han ofrecido para ayudar con la restauración y la agencia turca TIKA ha tomado una iniciativa para asistir con la preservación de los documentos restantes.

## Reacciones

### Domésticas
- Federación de Bosnia y Herzegovina: El 7 de febrero, el primer ministro de la Federación de Bosnia y Herzegovina Nermin Nikšić sostuvo una conferencia de prensa con las autoridades fiscales, y acusó a los hooligans de haber creado el caos.[9] Bakir Izetbegović, uno de los tres presidentes y líder del partido de acción democrática dijo, "creo que la gente quiere un cambio de poder; creo que en tres meses deberíamos ofrecer a los ciudadanos la oportunidad de elegir en quién quieren confiar, porque es obvio que esto ya no está funcionando".[75] El ministro bosnio Zlatko Lagumdžija dijo: "ahora, es el momento para que los ciudadanos hablen y para que los políticos escuchen en silencio. Deberíamos crear un ambiente de diálogo en Bosni y Herzegovina".[76]

- República Srpska: El presidente Milorad Dodik ha manifestado que esta "orgulloso de los ciudadanos de la República Srpska" por no haber caído en las provocaciones que pudieron haber expandido los disturbio más allá de la federación". También ha expresado sospechas de que podría haber un proyecto político subyacente con la intención de hacer, de alguna manera, que los disturbios recientes se expandieran en la República Srpska.[77]

### La Unión Europea y sus Estados miembros
El portavoz del Comisario europeo de Ampliación y Política Europea de Vecindad, Štefan Füle pidió a los manifestantes y a los policías evitar el uso de la violencia. La Alta representante de la Unión para Asuntos Exteriores y Política de Seguridad, Catherine Ashton, pidió a los políticos bosnios que mostraran liderazgo, afirmando que «Los líderes deben de estar conscientes de los problemas planteados por las personas y de la oportunidad que se tiene que tomar con el fin de resolver no solo los problemas en materia económica, sino también la situación política general. Es tiempo para que los líderes políticos bosnios comiencen a mostrar liderazgo». El 18 de febrero, Füle, decepcionado con los resultados de las conversaciones con los dirigentes de los siete partidos políticos más influyentes en Bosnia y Herzegovina, decidió poner fin a sus intentos de que el veredicto Sejdić-Finci entrara en vigor. «Es tiempo de que las instituciones en Bosnia y Herzegovina comiencen a tomar el asunto con sus propias manos y resolver el problema. La ejecución del veredicto es clave para el avance de Bosnia y Herzegovina hacia su afiliación a la Unión Europea, pero también hacia la protección de los derechos de los ciudadanos», dijo Füle.
El presidente croata Ivo Josipović comentó acerca de los disturbios mientras se encontraba en los Juegos Olímpicos de Invierno en Sochi: «Me gustaría que nuestros vecinos y amigos trabajaran para calmar la situación actual tan pronto como les sea posible- Es de suma importancia que todos los problemas sociales sean resueltos dentro de las instituciones democráticos y espero que éste sea el caso para Bosnia y Herzegovina también». La ministra croata de asuntos europeos y exteriores Vesna Pusić dijo que "Bosnia y Herzegovina tienen, a diferencia de otros casos difíciles en este momento, una perspectiva europea garantizada; con una trayectoria confirmada frente a sí, hacia la integración europea. Creo que, incluso con todas las dificultades, es algo que tiene un amplio apoyo como una dirección hacia el desarrollo de Bosnia y Herzegovina entre sus ciudadanos, y por lo tanto creo que sería necesario encontrar un mejor método de comunicación lo más antes posible". El 10 de febrero, Pusić sugirió abrir las "pre-negociaciones" con Bosnia y Herzegovina sobre su adhesión a la Unión Europea, pero no hay ninguna indicación que el consenso cobre la cuestión ha sido alcanzado.
El primer ministro croata Zoran Milanović visitó Mostar, acción criticada en Sarajevo, debido a las expectativas de que el primer ministro croata visitara primero la capital (Sarajevo). El ministro de seguridad de Bosnia y Herzegovina Fahrudin Radončić dijo que el hubiera preferido que Milanović visitara Sarajevo primero, pero creyó que tenía las mejores intenciones en mente.
La Comisión Europea dijo que la ejecución del veredicto Sejdić-Finci como condición inamovible en el camino de Bosnia y Herzegovina hacia la Unión Europea «no es la más productiva de las ideas». Sin embargo, señalaron que la ejecución de éste es un paso importante para el progreso.

### Otros
- — El vice primer ministro de Serbia, Aleksandar Vučić dijo: "No hay necesidad de resolver los problemas políticos incendiando edificios, usando la violencia o golpeando a la policía. Serbia quiere ver estabilidad en la región, y piensa que eso es de importancia esencial".[82]
- — El ministro turco de Asuntos Exteriores Ahmet Davutoğlu hizo un llamado durante su visita a Sarajevo, afirmando: "Hoy es el día para actuar en Bosnia y no debemos esperar más. Bosnia necesita urgentemente la ayuda internacional, en forma de un conjunto nuevo de reformas políticas y económicas. Los Acuerdos de Dayton fueron de suma importancia porque ayudaron a poner fin a la guerra, pero es obvio que ahora dificultan el correcto funcionamiento del país".[83]
- — La embajada estadounidense en Sarajevo emitió un comunicado diciendo que las autoridades políticas deben de escuchar a los manifestantes para poner fin a la violencia. "El uso de la violencia distrae la atención del mensaje fundamental que, como vemos, la mayoría de los manifestantes tratan de expresar - que la reforma es necesaria ahora", decía éste comunicado.[84]
- — El Secretario de relaciones exteriores británico William Hague exigió el estancamiento en la política de Bosnia y el fin del gobierno actual, afirmando que "lo que ocurrió en Bosnia es una llamada de atención. Tenemos que centrar más esfuerzos en ayudar a Bosnia con dirección a la Unión Europea, hacia la pertenencia a la OTAN, para que el estancamiento en la política de Bosnia y el gobierno puedan llegar a su fin, y creo que ésta será la cuestión más importante durante los próximos meses".[85]

## Galería

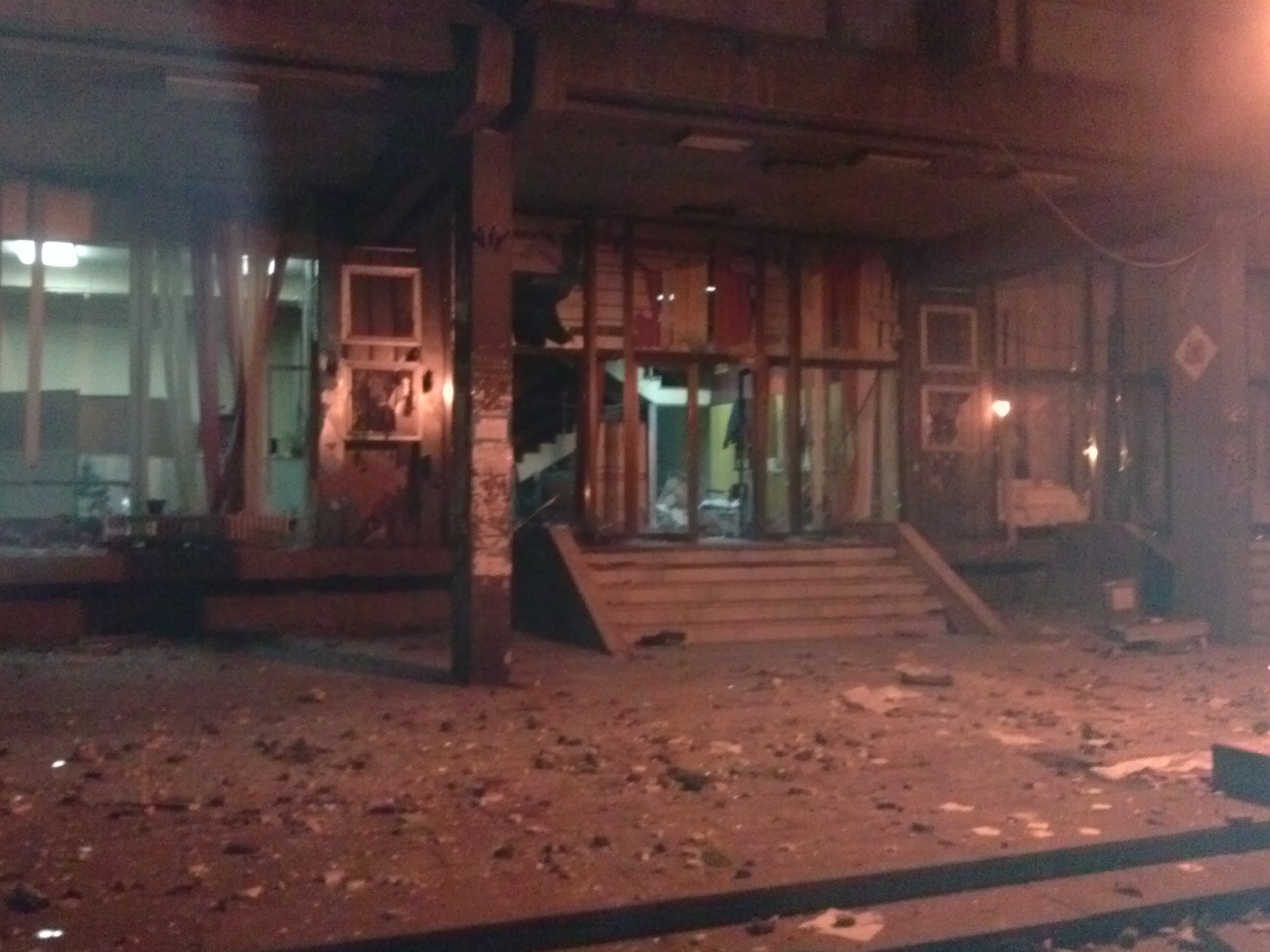
Edificio municipal en Zenica después de los disturbios sociales en Bosnia.
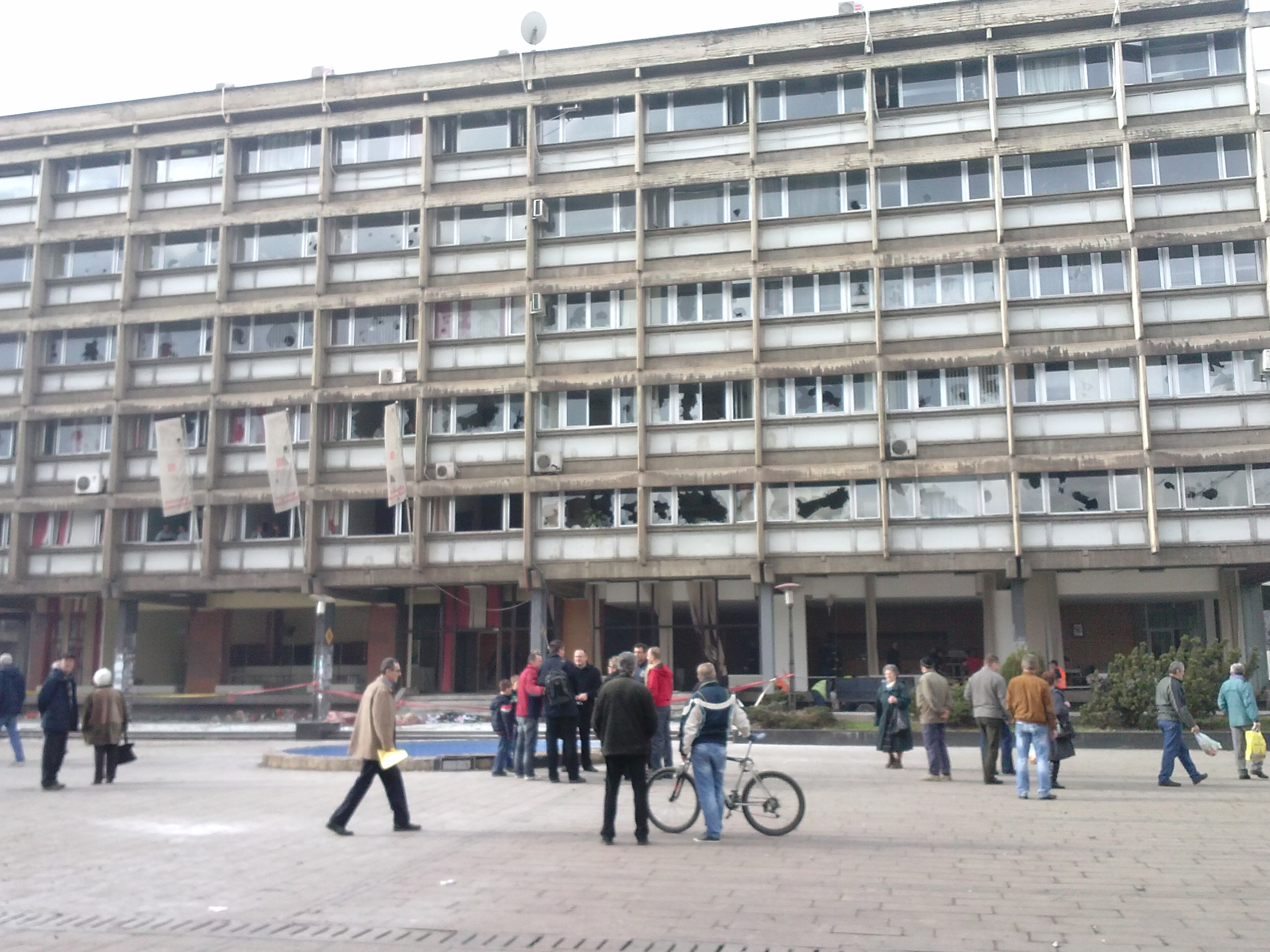
Edificio municipal de Zenica el día después de los disturbios en febrero de 2014.
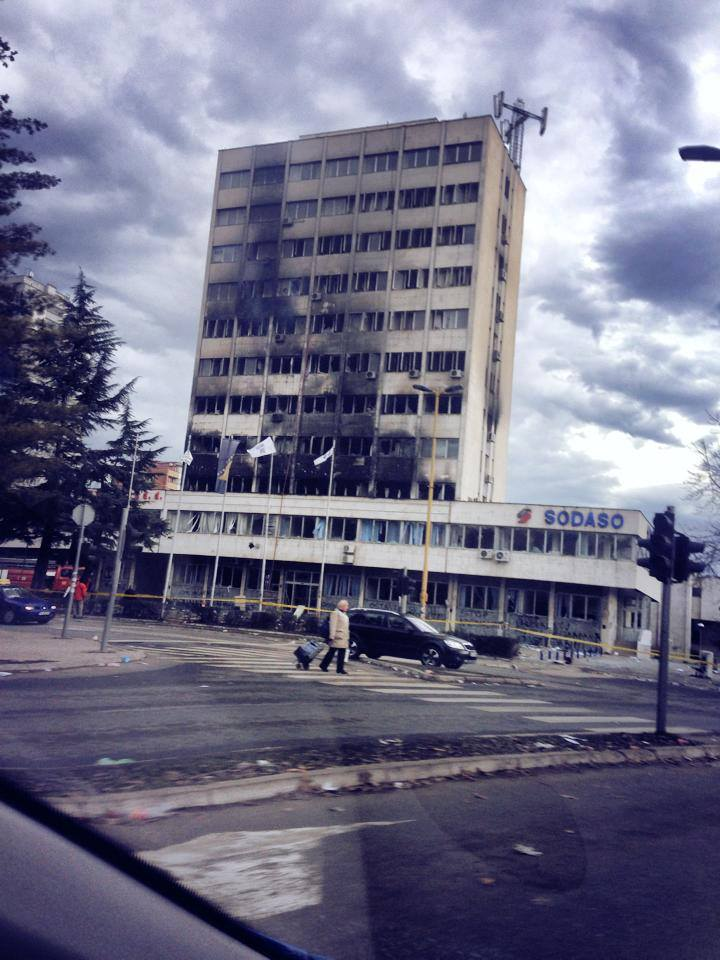
Vista de la sede gubernamental del cantón de Tuzla después de ser incendiado. Fecha: 8 de febrero de 2014.
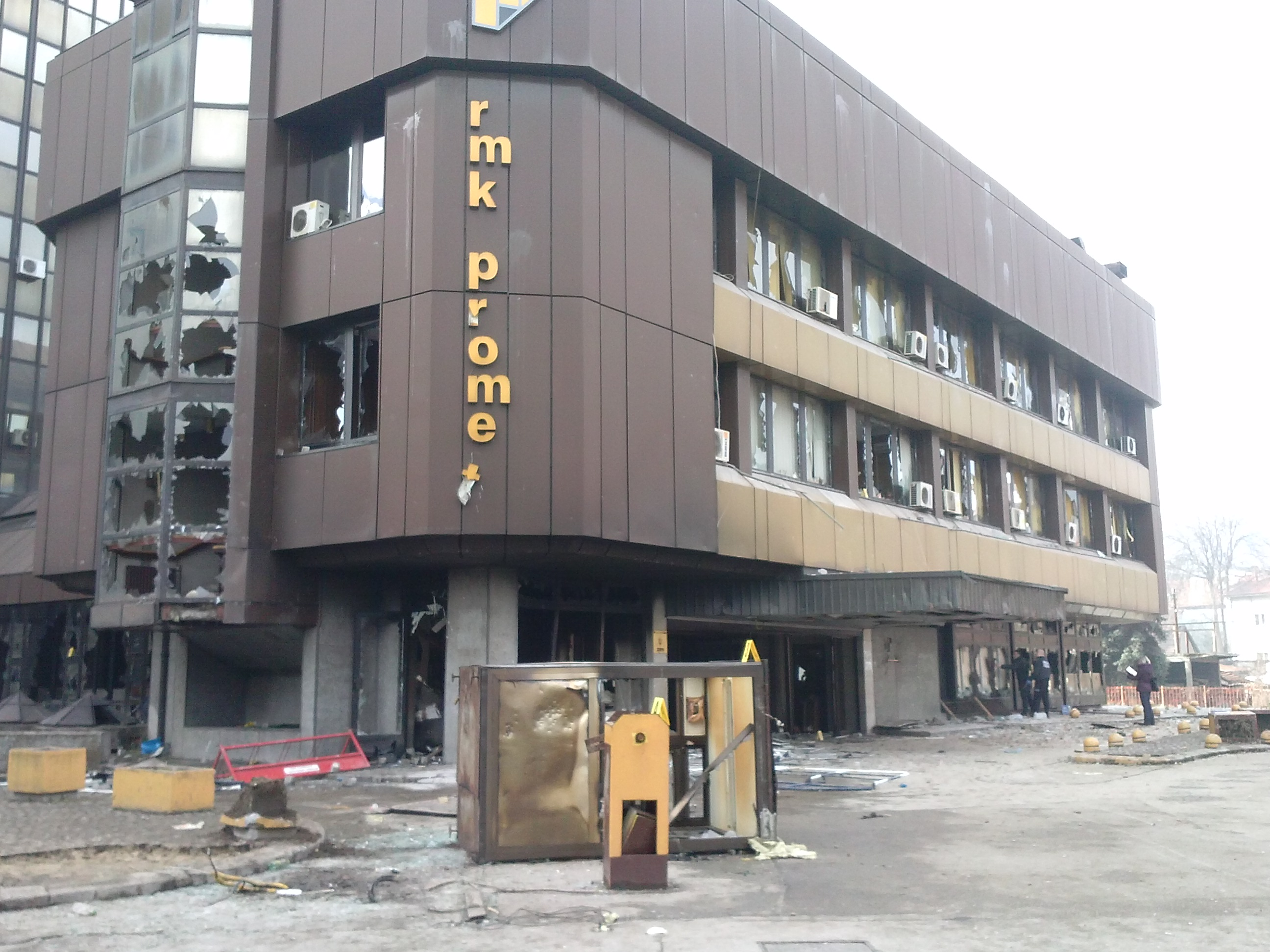
Edificio del Cantón de Zenica-Doboj el día después de los disturbios en febrero del 2014.